# Chusquea linearis
Chusquea linearis är en gräsart som beskrevs av Nicholas Edward Brown. Chusquea linearis ingår i släktet Chusquea och familjen gräs.
Artens utbredningsområde är Guyana. Inga underarter finns listade i Catalogue of Life.